# Pathardih
Pathardih è una suddivisione dell'India, classificata come census town, di 39.527 abitanti, situata nel distretto di Dhanbad, nello stato federato del Jharkhand. In base al numero di abitanti la città rientra nella classe III (da 20.000 a 49.999 persone).

## Geografia fisica
La città è situata a 23° 40' 0 N e 86° 25' 60 E e ha un'altitudine di 142 m s.l.m..

## Società

### Evoluzione demografica
Al censimento del 2001 la popolazione di Pathardih assommava a 39.527 persone, delle quali 21.844 maschi e 17.683 femmine. I bambini di età inferiore o uguale ai sei anni assommavano a 5.305, dei quali 2.815 maschi e 2.490 femmine. Infine, coloro che erano in grado di saper almeno leggere e scrivere erano 26.088, dei quali 16.613 maschi e 9.475 femmine.